# Wladislaw Napoleonowitsch Klembowski

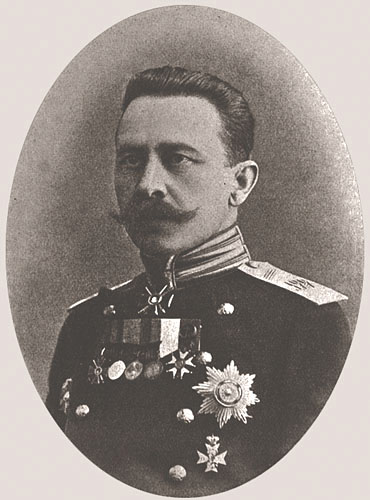
Wladislaw Napoleonowitsch Klembowski

Wladislaw Napoleonowitsch Klembowski (russisch Владислав Наполеонович Клембовский; wissenschaftliche Transliteration Vladislav Napoleonovič Klembovskij, * 28. Junijul. / 10. Juli 1860greg. in Moskau; † 19. Juli 1921 in Moskau) war im Ersten Weltkrieg ein russischer General der Infanterie und Armeekommandant.

## Leben
Geboren wurde Wladislaw Napoleonowitsch in einer Adelsfamilie als Sohn des zaristischen Obersten Napoleon Klembowski. Ein jüngerer Bruder Arthur Klembowski (1862–1920) stieg im Weltkrieg zum Generalmajor der kaiserlichen Armee auf. Er besuchte zunächst das Nikolajewski-Kadettenkorps in Moskau und ab 1879 die Alexsandrowsker Offiziersschule. Dann absolvierte er bis 1885 die Nikolajewsker Akademie des Generalstabs in Sankt Petersburg.

### Frühe Karriere
Er trat 1885 dem Ismailowsker Garde-Regiment bei und wurde dann Stabsoffizier im Hauptquartier des XIII. Armeekorps. Vom 15. Februar 1886 bis 4. August 1890 fungierte er als Sonderberater im Hauptquartier der 1. Infanterie-Division. Im Jahr 1887 wurde er Kompaniechef im 1. Infanterie-Regiment, dann von 1887 bis 1889 in der gleichen Position beim 2. Infanterie-Regiment. Von 1890 bis 1894 fungierte er als Abteilungsleiter und Dozent für Militärwissenschaften an der Kavallerieschule in Twer und wurde zum Oberst ernannt. Als Stabsoffizier bei der 1. Infanterie-Brigade wurde er am 11. August 1894 installiert, von Mai bis September 1895 war dann er Bataillonskommandeur eines Regiments der 2. Garde-Division. Am 27. November 1897 wurde er Stabschef der 7. Infanterie-Division, dann diente er in der gleichen Position ab 16. September 1899 bei der 11. Kavallerie-Division und ab 25. November 1899 bei der 31. Infanterie-Division. Am 30. Juni 1901 wurde ihm der Befehl über das 122. Infanterie-Regiment von Tambow übertragen, das er im Russisch-Japanischen Krieg von 1904–1905 führte, wobei er zweimal verwundet wurde. Nach seiner Beförderung zum Generalmajor, wurde er während des Krieges in der Mandschurei am 21. Oktober 1904 zum Stabschef des IV. Korps ernannt. Zurück in der Heimat besetzte er ab 4. Februar 1906 die gleiche Position beim X. Armeekorps. Am 29. Juni 1912 erfolgte seine Beförderung zum Generalleutnant, zuvor am 29. Juni 1912 hatte er den Befehl über die 9. Infanterie-Division erhalten, die er auch am Beginn des Ersten Weltkrieges führte.

### Im Weltkrieg
Ende August 1914 kämpfte die 9. Division im Verband des X. Armeekorps (General Siewers) in der Schlacht in Galizien. Am 13. Oktober 1914 wurde er Kommandeur des XVI. Armeekorps, das während der Schlacht an der Weichsel im Verband der 4. Armee eingesetzt war. Am 4. November 1914 wurde er mit dem Orden des Heiligen Georg 4. Klasse ausgezeichnet. Am 17. September 1915 folgte seine Beförderung zum General der Infanterie und am 6. Dezember wurde er zum Befehlshaber der 5. Armee ernannt, welche er schon Ende Januar 1916 an General A. N. Kuropatkin abgeben musste. Er wurde dann zum Stabschef der Südwestfront ernannt, eine Position, die er im Sommer 1916 auch während der erfolgreichen Brussilow-Offensive gegen die Mittelmächte innehatte. Für seine darin entwickelten Ideen wurde er mit dem Orden des Hl. Georg 4. Klasse ausgezeichnet.
Ende Oktober 1916 wurde er anstelle von W. W. Sacharow zum Oberbefehlshaber der 11. Armee an der Front in der Moldau ernannt. Dann ab 20. Dezember 1916 fungierte er im Hauptquartier der Stawka, als stellvertretender Stabschef von General Alexejew und vom 11. März bis 5. April 1917 als oberster Stabschef der Stawka.
Mit 31. Mai 1917 wurde er Oberbefehlshaber der Nordfront (1., 5. und 12. Armee sowie selbstständiges XLII. Armeekorps). Am 23. Juni 1917 starteten die ihm unterstellten Truppen der 5. Armee im Raum Jakobstadt eine erfolglose Gegenoffensive, am linken Ufer der Düna konnte bei Ikskjul kampflos ein Brückenkopf gesichert werden und im August 1917 organisierte er die erfolglose Verteidigung von Riga. Am frühen Morgen des 28. August 1917 wurde ihm nach dem Rücktritt von General Kornilow von Ministerpräsidenten Kerenski ein Telegramm mit folgenden Wortlaut gesendet: „Sie werden von der Provisorischen Regierung zum Oberbefehlshaber ernannt und haben sich ins Hauptquartier nach Pskow zu begeben, vorerst behalten sie ihren Position in Glawkojew. Ich schlage vor, dass Sie die Position von General Kornilow sofort übernehmen und mich sofort informieren.“ Klembowski weigerte sich aber die Position des Armeekommandanten anzunehmen, deswegen folgte am 9. September seine Rückstufung zum Mitglied des Militärrats.

### Dienst bei der Roten Armee
Im Sommer 1918 trat er der Roten Armee bei und am 3. August zum Mitglied des Militärischen Legislativrates ernannt, um in der Militär-Historischen Kommission zu arbeiten, welche die Erfahrungen des Ersten Weltkriegs auswerten sollte. Sein Name ist in den Listen des Generalstabs der Roten Armee vom 15. Juli 1919 und 7. August 1920 enthalten. Im Herbst 1920 wurde er wegen angeblicher Komplizenschaft mit den Polen verhaftet und starb nach einem 14-tägigen Hungerstreik im Moskauer Butyrka-Gefängnis. Nach anderen Quellen wurde er dort erschossen.